# Stabilimento chimico di Pieve Vergonte
Lo stabilimento chimico di Pieve Vergonte nacque negli anni tra il 1915 e il 1920 nell'allora comune di Rumianca (divenuto nel 1928, insieme a Fomarco, l'attuale Pieve Vergonte), e aveva due linee di produzione: cloro-soda e acido solforico con forni di arrostimento di pirite.

## Storia

### La produzione
La crescita e l'importanza dello stabilimento avvenne di fatto nel dopoguerra quando, oltre alle precedenti, furono aggiunte nuove linee di produzione: cloro-soda con celle Krebbs, oleum, acido clorosolforico, ammoniaca sintetica da cracking di metano, solfuro di carbonio, cloralio, DDT, acido ossalico, acido formico, fertilizzanti a base di N-P-K, mono e diclorobenzeni, solfato ammonico e tetracloruro di carbonio.

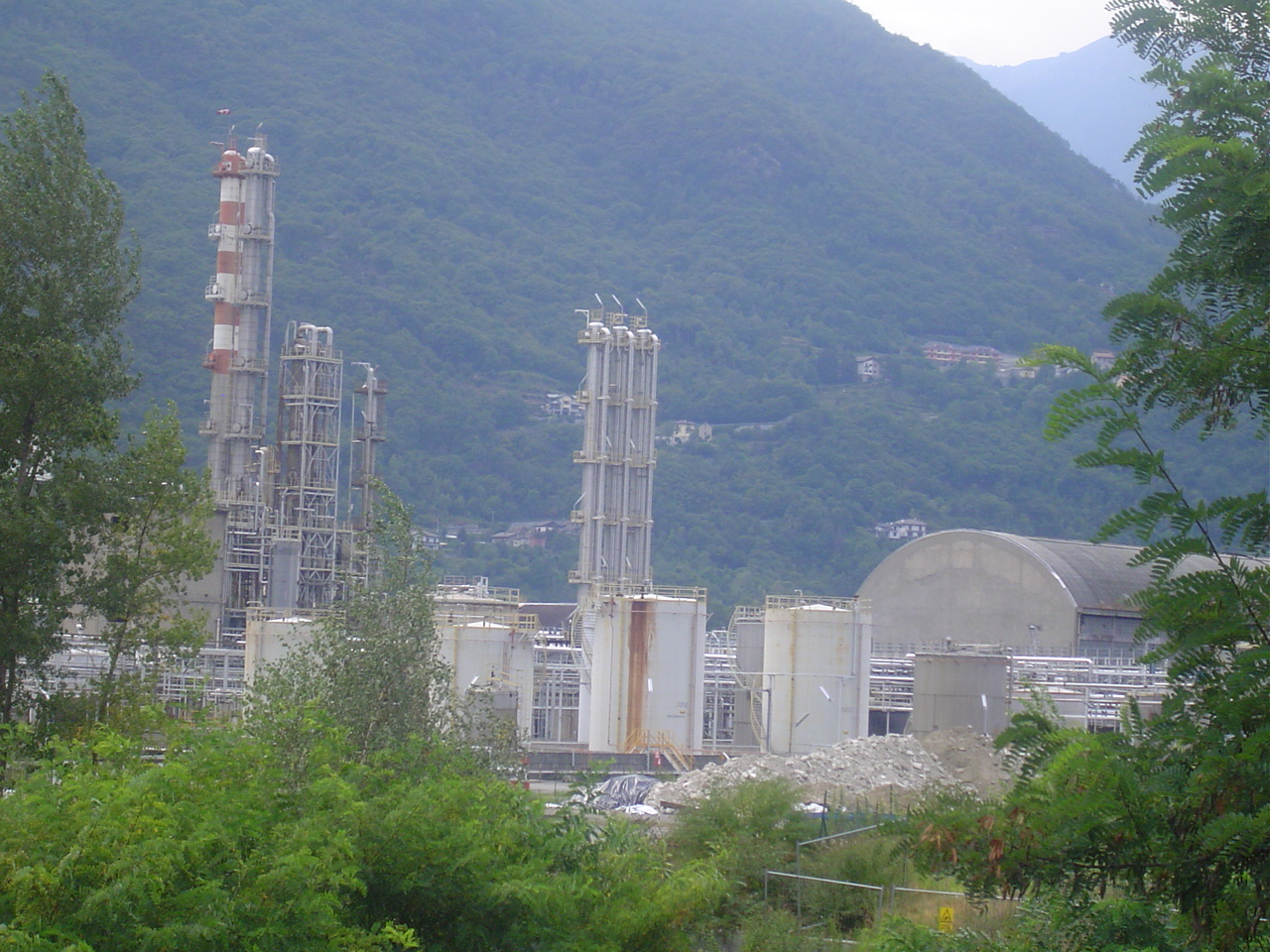
Lo stabilimento visto dalla superstrada del Sempione

A partire dagli anni sessanta ci fu una parziale riconversione delle linee di produzione che fece cessare, nel 1965, la produzione del solfuro di carbonio e, nel 1972, quella dell'acido formico e l'arrostimento della pirite. Negli anni successivi venne fermata la produzione di ammoniaca, di acido ossalico e solfato ammonico (1975), dei fertilizzanti (1976) e del tetracloruro di carbonio (1990); nel 1974 è inoltre cessata la lavorazione del cloro-soda per mezzo delle celle Krebbs.
Vennero però aggiunti nuovi impianti e nuove linee di produzione per sostituire le precedenti: impianto elettrolisi con celle De Nora ad amalgama e nuovo impianto mono e diclorobenzene (1961), forno a zolfo per acido solforico (1972), mono e diclorotolueni (1985), termocombustore (1993) e abbattitore Sox (1994).

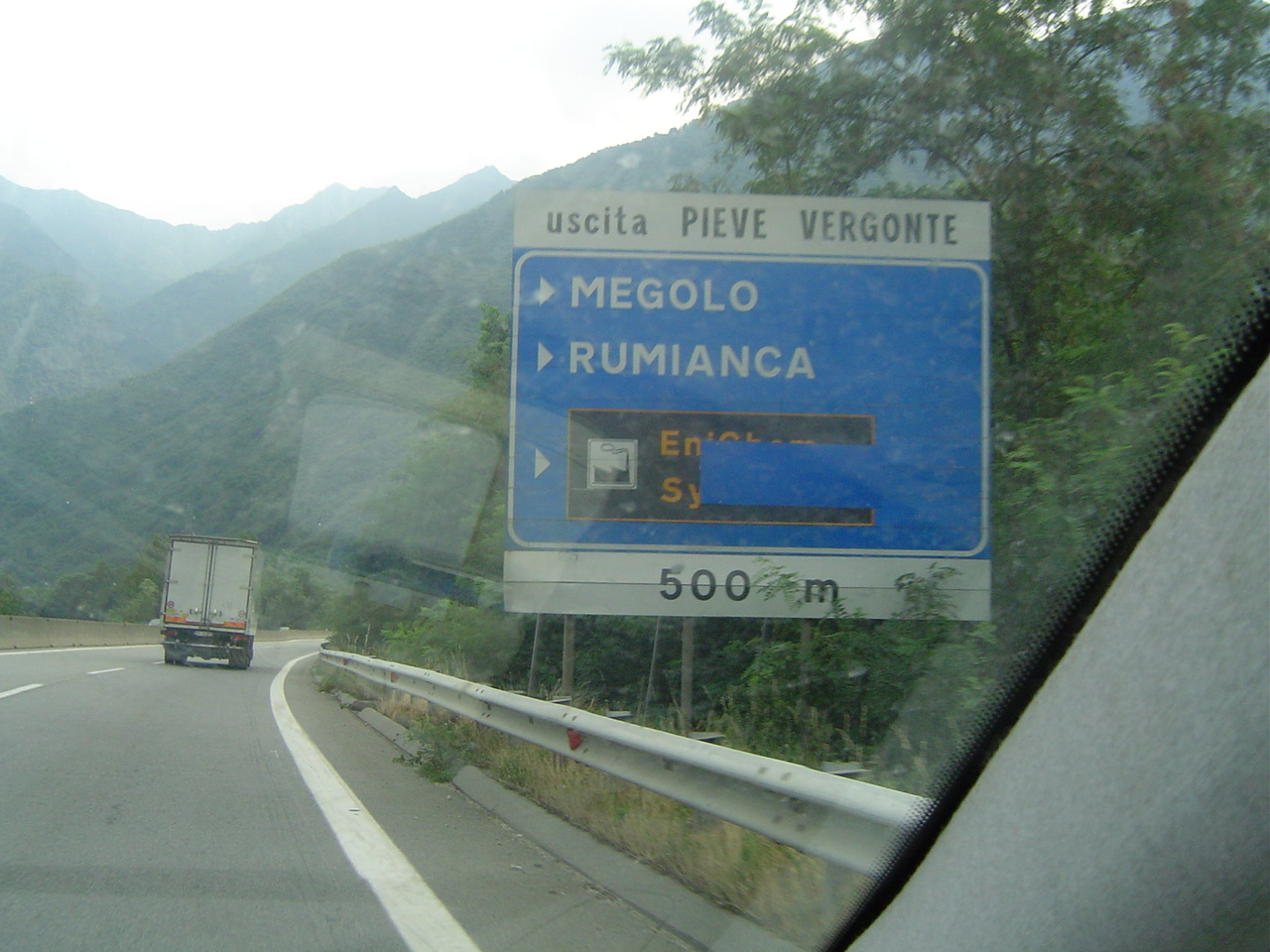
Il cartello dell'uscita Pieve Vergonte indicante lo stabilimento già EniChem Synthesis

### Le varie proprietà
Quando lo stabilimento venne fondato era di proprietà della società Chimica dott. Vitale, che incentrò le produzioni sul cloro; dal 1920 al 1924 la gestione del sito passò poi alla SNIA, che sviluppò la produzione di clorurati organici. Nel 1924 alla SNIA subentrò poi la società Chimico Mineraria Rumianca, divenuta Rumianca S.p.A. nel 1941. Nel 1967 la Rumianca venne quindi assorbita dalla SIR e nacque il gruppo SIR-Rumianca.
A seguito della crisi irreversibile del gruppo, che dette poi luogo ad una lunga serie di cause giudiziarie, il legislatore decise, con la Legge 28 novembre 1980 n.784, il passaggio di proprietà al gruppo Eni in data 9 dicembre 1981; il 1º aprile 1982 l'Eni trasferì le attività industriali alla società Anic la quale, in data 1º giugno 1983 conferì lo stabilimento alla società EniChimica Secondaria S.p.A. (che dal 1981 gestiva le società del gruppo Anic specializzate nella chimica secondaria e fine). Successivamente, in data 20 settembre 1984, EniChimica Secondaria S.p.A. conferì tutte le attività del settore alla neonata EniChem Sintesi S.p.A. che, il 29 luglio 1987, venne definitivamente denominata EniChem Synthesis S.p.A..

### L'inquinamento da DDT e la cessione a Tessenderlo Italia
Nei primi mesi del 1996 una rilevazione fatta dal Laboratorio Cantonale di Lugano (Svizzera) sulle acque del Lago Maggiore denunciò un'allarmante presenza di DDT nei pesci del bacino; venne quindi messa gravemente in discussione la produzione di tale sostanza che, insieme ad altre rifiuti di scarto come il mercurio, venivano scaricate nel torrente Marmazza, dove poi finivano nel fiume Toce e quindi nel lago. Così l'11 giugno 1996 le autorità italiane effettuarono anch'esse analisi sui pesci, trovando una contaminazione che superava i limiti di legge; per questo la pesca e il consumo di pesce locale fu vietato in tutto il bacino del lago Maggiore.
Il 17 giugno 1996 il Ministero dell'Ambiente bloccò provvisoriamente lo scarico idrico dell'impianto DDT, e ordinava la rimozione e smaltimento dei rifiuti giacenti, comprese le ceneri di pirite, la messa in sicurezza dei siti di immagazzinamento, il monitoraggio delle acque superficiali e sotterranee, del suolo e del sottosuolo. Furono quindi istituite due commissioni di analisi che portarono alla chiusura definitiva dell'impianto di produzione del DDT in data 17 aprile 1997.
La sospensione della produzione del DDT portò, il 30 giugno 1997, alla conseguente chiusura delle linee produttive del cloralio (intermedio per la sintesi del DDT) e dell'acido clorosolforico. Il 1º gennaio 1997 la nuova linea produttiva era già così costituita: linea cloro-soda (cloro, soda caustica, ipoclorito di sodio, idrogeno), linea acido solforico (acido solforico, oleum, bisolfito sodico), linea cloroaromatici (clorobenzene, diclorobenzeni, clorotoluene, diclorotolueni).
A seguito poi del piano di ristrutturazione presentato dall'EniChem nel 1991 che prevedeva, tra i vari punti, l'uscità dal settore della chimica secondaria e fine, il 1º luglio 1997 gli impianti produttivi sono passati dall'EniChem alla società belga Tessenderlo Italia Srl. Attualmente, dell'intero stabilimento originario, è attiva solo una parte, gestita appunto dalla Tessenderlo ma i terreni, come quelli dell'area rimanente dismessa, sono tuttora di proprietà dell'EniChem.

### La situazione attuale
Dopo lo scandalo del DDT lo stabilimento ha perso l'importanza che aveva in passato; nel corso degli anni la società Tessenderlo Italia ha soppresso diverse linee di produzione.
Nel mese di novembre del 2007, dopo la presentazione in estate di un piano industriale assai poco convincente, la proprietà ha reso noto un contatto con un'azienda chimica veneta che sarebbe interessata, come partner, a produrre nello stabilimento acido cloridrico e chimici primari per la conceria, poi in futuro anche la conversione delle celle elettrolitiche da mercurio a membrana e anche la possibilità di produzione di energia elettrica per circa 8 MW usando il sistema delle fuel-cells con utilizzo dell'idrogeno prodotto dall'elettrolisi. Attualmente si sta studiando dove posizionare i macchinari per queste nuove produzioni; il punto più indicato è quello dell'area dove in passato si produceva il DDT che è però sotto bonifica da parte della Syndial. I lavori termineranno fra un anno e mezzo circa.
Altro punto indicato è quello dell'attuale area cloro-soda per cui Tessenderlo, in estate, aveva annunciato la chiusura per il 20 dicembre 2007; sempre in novembre però, Tessenderlo ha invece ribadito la possibilità di continuare con queste produzioni. La conferma è stata data nel mese di maggio 2008 quando, con la presentazione del nuovo piano industriale per il triennio 2008/2011, Tessenderlo ha annunciato l'intenzione di mantenere l'impianto cloro-soda e di potenziare quello per la produzione di clorotolueni; verrà invece chiuso, per motivi di competitività, l'impianto per la produzione di clorobenzeni, attivo dal lontano 1961.
Al 2016 Syndial ha dichiarato che le attività di bonifica dei 37 ettari di sua competenza richiederanno circa 14 anni (2014-2028), per un totale di 400 milioni di euro, di cui 90 già affrontati e 160 da qui a fine cantiere a cui si aggiungono 150 milioni per le spese di esercizio.
Nel frattempo, l'impianto contiguo Tessenderlo è ancora in esercizio, sotto l'egida di Hydrochem, impiegando 200 persone, indotto incluso, per il quale, entro il 2018, è previsto un processo di adeguamento alle Migliori Tecnologie Disponibili.

### L'inquinamento del sito

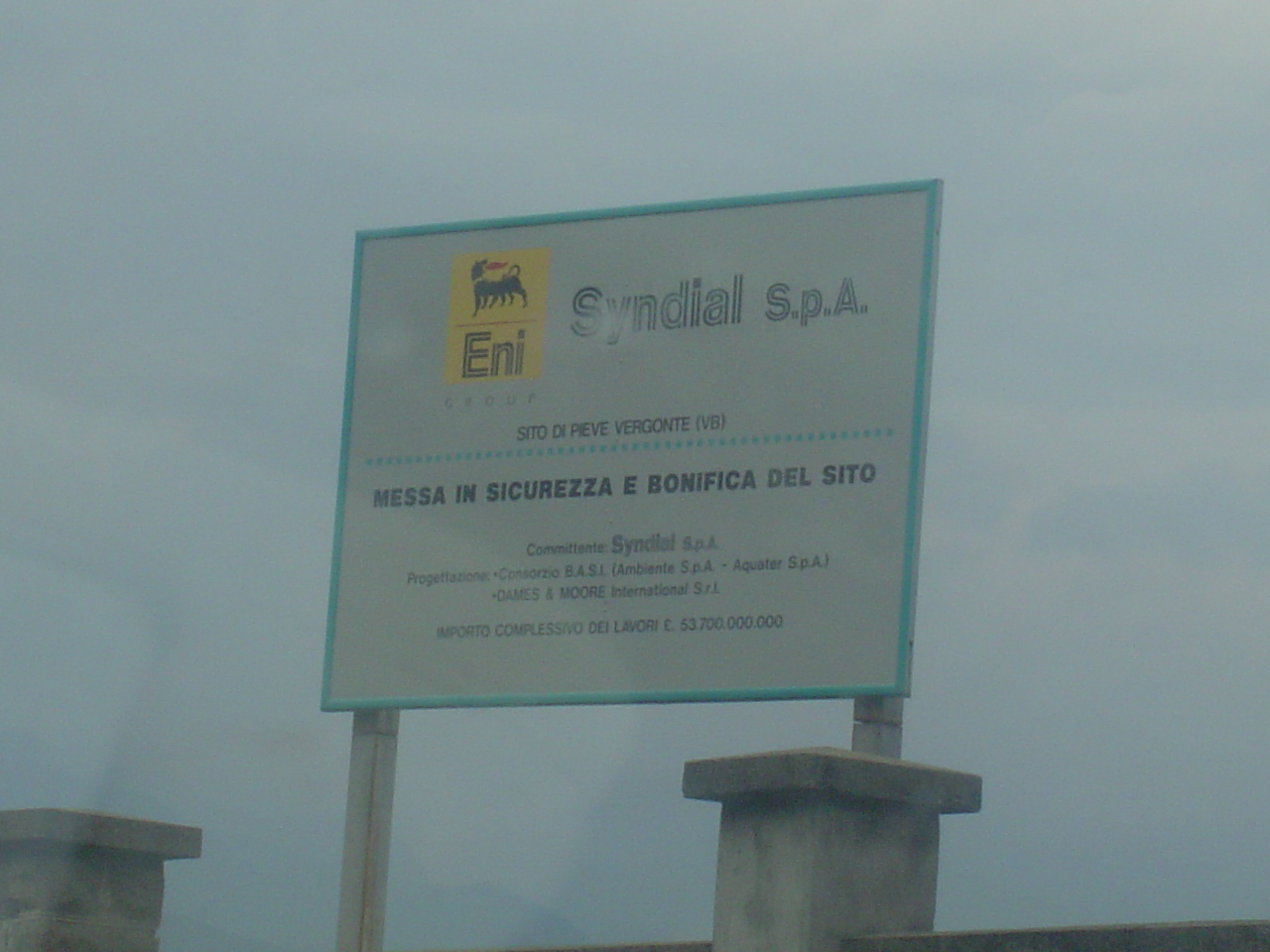
Il cartello Syndial indicante l'area da bonificare

Oltre all'inquinamento da DDT (sopra citato), l'area dello stabilimento è inquinata in maniera assai grave per la grande attività lavorativa della fabbrica degli ultimi 100 anni. In modo particolare il terreno e le falde acquifere limitrofe risultato pesantemente contaminate da mercurio, arsenico, cloroderivati e altre sostanze.
Nel 1998 la legge 426 inserì lo stabilimento di Pieve Vergonte fra le 16 aree ad elevato rischio ambientale prevedendo lavori di bonifica del sito. Oltre a Pieve Vergonte, la legge prevedeva la bonifica dei siti industriali di Porto Marghera, Cengio, Napoli orientale, Gela e Priolo, Manfredonia, Brindisi, Taranto, Piombino, Massa e Carrara, Casale Monferrato, litorale domizio-flegreo e Agro Aversano, Pitelli (La Spezia) e Balangero.
La Syndial (ex EniChem) ha garantito la bonifica della zona ma il tutto procede a rilento, anche per la grande quantità di lavoro da fare. Nel 2001 è stato costruito un depuratore (gestito da Syndial) a fianco degli impianti in modo da depurare le acque presenti nella falda sotterranea, estratte da pozzi interni; con questo sbarramento idraulico le acque inquinate dalle terre soprastanti, contaminate dalle sostanze sopra citate, dovrebbero defluire pulite nel Toce e quindi nel Lago Maggiore.